# Clusia pentandra
Clusia pentandra är en tvåhjärtbladig växtart som beskrevs av José Cuatrecasas. Clusia pentandra ingår i släktet Clusia och familjen Clusiaceae. Inga underarter finns listade i Catalogue of Life.